# Список 25 лидеров плей-офф НБА по играм за всю историю лиги

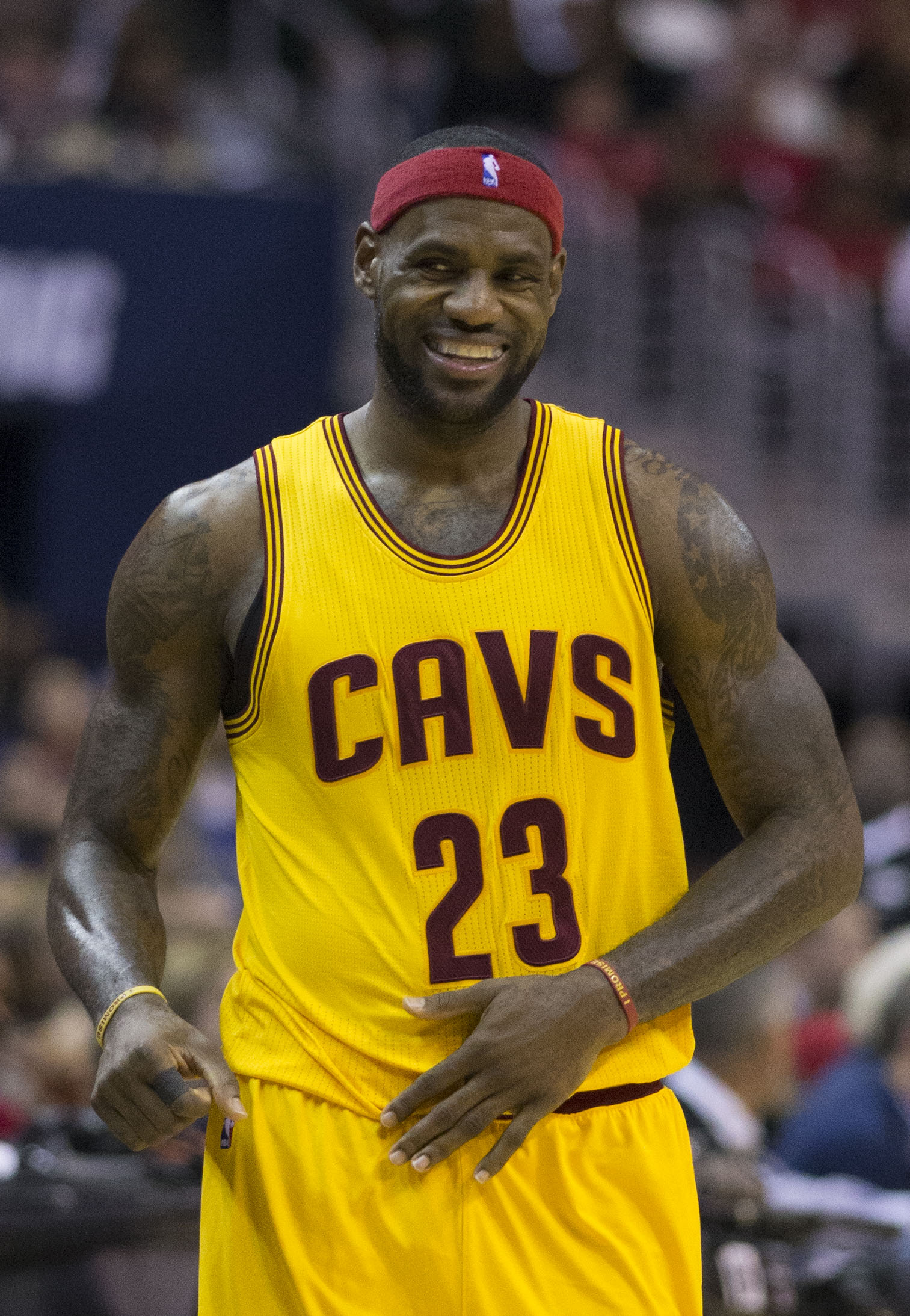
Леброн Джеймс — лидер НБА по количеству проведённых матчей плей-офф за карьеру

Данный список содержит 25 игроков, сыгравших наибольшее количество игр в плей-офф Национальной баскетбольной ассоциации за карьеру. Полный список лидеров в данной номинации опубликован на сайте basketball-reference.com.
Большое количество матчей, проведённых баскетболистом в плей-офф НБА за карьеру, указывает на отменное здоровье игрока, огромное трудолюбие, преданность любимой игре, большое стремление помочь своей команде и желание доказать, что тебя ещё рано списывать со счетов. Некоторые баскетболисты, несмотря на свой возраст, находятся в прекрасной физической форме и показывают хорошую игру как в атаке, так и в обороне, непрестанно радуя огромное количество своих преданных болельщиков, что также имеет немаловажное значение в продолжительности карьеры. Всего лишь трое на данный момент сыграли более 250 игр, шесть человек преодолели рубеж в 225 матчей и десять игроков имеют в своём активе свыше 200 встреч.
Первым игроком, преодолевшим планку в 250 игр, является Дерек Фишер, который добился этого результата в плей-офф 2014 года, после чего завершил свою карьеру по окончании первенства, имея в своём активе 259 проведённых матчей. Спустя 2 года, в плей-офф 2016 года, этот рубеж преодолел Тим Данкан, закончивший свои выступления в НБА в том же году, проведя в итоге 251 встречу. В плей-офф 2020 года это достижение повторил продолжающий свою профессиональную карьеру Леброн Джеймс, который после окончания плей-офф 2025 года провёл 292 матчей. Совсем немного не дотянул до этой же отметки Роберт Орри, который повесил кроссовки на гвоздь по окончании плей-офф 2008 года с результатом в 244 игры. Также стоит отметить Карима Абдул-Джаббара, который окончил свою спортивную карьеру после завершения плей-офф 1989 года, сыграв в итоге 237 матчей.
Лишь два игрока на данный момент провели в НБА по 19 плей-офф — это Карл Мэлоун и Джон Стоктон. На один плей-офф меньше имеют в своём активе Тим Данкан и Карим Абдул-Джаббар, 17 плей-офф провёл только Шакил О’Нил и ещё 6 баскетболистов сыграли по 16 плей-офф.
В данный список входят всего три действующих баскетболиста, лучшим из которых является Леброн Джеймс, лидирующий в этой номинации.

## Легенда к списку
| Поз.    | ЛФ             | ТФ              | Ц         | РЗ                       | АЗ                 | Прим.        |
| Позиция | Лёгкий форвард | Тяжёлый форвард | Центровой | Разыгры- вающий защитник | Атакующий защитник | Приме- чания |

| ^ | Действующий игрок Национальной баскетбольной ассоциации                 |
| * | Избран в Зал славы баскетбола                                           |
|   | Недавно закончил карьеру, но пока не избран в Зал славы                 |
|   | Закончил карьеру более 10 лет назад, но так и не был избран в Зал славы |

## Список
По состоянию на 23 июня 2025 года (на момент окончания плей-офф 2025 года, следующий плей-офф стартует в апреле 2026 года)
| Место  | Игрок                | Фото | Поз.   | Год рожд.   | Клубы (годы) | Сыгранные матчи | Всего плей-офф | Количество очков | Зал славы | Прим.         |
| ------ | -------------------- | ---- | ------ | ----------- | --- | --------------- | -------------- | ---------------- | --------- | ------------- |
| 1      | Леброн Джеймс^       |      | ЛФ/ ТФ | 1984        | Кливленд Кавальерс (2006—2010, 2015—2018) Майами Хит (2011—2014) Лос-Анджелес Лейкерс (2020—2021, 2023—2025)                                          | 292             | 17+            | 8289             | —         | [ 4 ] [ 5 ]   |
| 2      | Дерек Фишер          |      | РЗ/ АЗ | 1974        | Лос-Анджелес Лейкерс (1997—2004, 2008—2011) Юта Джаз (2007) Оклахома-Сити Тандер (2012—2014)                                                          | 259             | 16             | 2146             | —         | [ 6 ] [ 7 ]   |
| 3      | Тим Данкан*          |      | ТФ/ Ц  | 1976        | Сан-Антонио Спёрс (1998—1999, 2001—2016) | 251             | 18             | 5172             | 2020      | [ 8 ] [ 9 ]   |
| 4      | Роберт Орри          |      | ТФ/ ЛФ | 1970        | Хьюстон Рокетс (1993—1996) Лос-Анджелес Лейкерс (1997—2003) Сан-Антонио Спёрс (2004—2008)                                                             | 244             | 16             | 1939             | —         | [ 10 ] [ 11 ] |
| 5      | Карим Абдул-Джаббар* |      | Ц      | 1947        | Милуоки Бакс (1970—1974) Лос-Анджелес Лейкерс (1977—1989)                                                                                             | 237             | 18             | 5762             | 1995      | [ 14 ] [ 15 ] |
| 6      | Тони Паркер*         |      | РЗ     | 1982        | Сан-Антонио Спёрс (2002—2018) | 226             | 17             | 4045             | 2023      | [ 16 ] [ 17 ] |
| 7      | Коби Брайант*        |      | АЗ     | 1978 — 2020 | Лос-Анджелес Лейкерс (1997—2004, 2006—2012) | 220             | 15             | 5640             | 2020      | [ 18 ] [ 19 ] |
| 8      | Ману Джинобили*      |      | АЗ     | 1977        | Сан-Антонио Спёрс (2003—2008, 2010—2018) | 218             | 15             | 3054             | 2022      | [ 20 ] [ 21 ] |
| 9      | Шакил О’Нил*         |      | Ц      | 1972        | Орландо Мэджик (1994—1996) Лос-Анджелес Лейкерс (1997—2004) Майами Хит (2005—2007) Финикс Санз (2008) Кливленд Кавальерс (2010) Бостон Селтикс (2011) | 216             | 17             | 5250             | 2016      | [ 22 ] [ 23 ] |
| 10     | Скотти Пиппен*       |      | ЛФ     | 1965        | Чикаго Буллз (1988—1998) Хьюстон Рокетс (1999) Портленд Трэйл Блэйзерс (2000—2003)                                                                    | 208             | 16             | 3642             | 2010      | [ 24 ] [ 25 ] |
| 11     | Эл Хорфорд^          |      | ТФ/ Ц  | 1986        | Атланта Хокс (2008—2013, 2015—2016) Бостон Селтикс (2017—2019) Филадельфия-76 (2020) Бостон Селтикс (2022—2025)                                       | 197             | 15+            | 2353             | —         | [ 26 ] [ 27 ] |
| 12-(T) | Дэнни Эйндж          |      | АЗ/ РЗ | 1959        | Бостон Селтикс (1982—1988) Портленд Трэйл Блэйзерс (1991—1992) Финикс Санз (1993—1995)                                                                | 193             | 12             | 1902             | —         | [ 28 ] [ 29 ] |
| 12-(T) | Карл Мэлоун*         |      | ТФ     | 1963        | Юта Джаз (1986—2003) Лос-Анджелес Лейкерс (2004) | 193             | 19             | 4761             | 2010      | [ 30 ] [ 31 ] |
| 14     | Мэджик Джонсон*      |      | РЗ/ АЗ | 1959        | Лос-Анджелес Лейкерс (1980—1991, 1996) | 190             | 13             | 3701             | 2002      | [ 32 ] [ 33 ] |
| 15     | Роберт Пэриш*        |      | Ц      | 1953        | Голден Стэйт Уорриорз (1977) Бостон Селтикс (1981—1993) Шарлотт Хорнетс (1995) Чикаго Буллз (1997)                                                    | 184             | 16             | 2820             | 2003      | [ 34 ] [ 35 ] |
| 16     | Байрон Скотт         |      | АЗ     | 1961        | Лос-Анджелес Лейкерс (1984—1993, 1997) Индиана Пэйсерс (1994—1995)                                                                                    | 183             | 13             | 2451             | —         | [ 36 ] [ 37 ] |
| 17     | Джон Стоктон*        |      | РЗ     | 1962        | Юта Джаз (1985—2003) | 182             | 19             | 2436             | 2009      | [ 38 ] [ 39 ] |
| 18     | Деннис Джонсон*      |      | РЗ/ АЗ | 1954 — 2007 | Сиэтл Суперсоникс (1978—1980) Финикс Санз (1981—1983) Бостон Селтикс (1984—1990)                                                                      | 180             | 13             | 3116             | 2010      | [ 40 ] [ 41 ] |
| 19     | Майкл Джордан*       |      | АЗ     | 1963        | Чикаго Буллз (1985—1993, 1995—1998) | 179             | 13             | 5987             | 2009      | [ 42 ] [ 43 ] |
| 20-(T) | Дуэйн Уэйд*          |      | АЗ/ РЗ | 1982        | Майами Хит (2004—2007, 2009—2014, 2016, 2018) Чикаго Буллз (2017)                                                                                     | 177             | 13             | 3954             | 2023      | [ 44 ] [ 45 ] |
| 20-(T) | Рашид Уоллес         |      | ТФ/ Ц  | 1974        | Портленд Трэйл Блэйзерс (1997—2003) Детройт Пистонс (2004—2009) Бостон Селтикс (2010)                                                                 | 177             | 14             | 2384             | —         | [ 46 ] [ 47 ] |
| 20-(T) | Андре Игудала        |      | ЛФ/ АЗ | 1984        | Филадельфия-76 (2005, 2008—2009, 2011—2012) Денвер Наггетс (2013) Голден Стэйт Уорриорз (2014—2019, 2022) Майами Хит (2020—2021)                      | 177             | 15             | 1661             | —         | [ 48 ] [ 49 ] |
| 23     | Джеймс Харден^       |      | АЗ     | 1989        | Оклахома-Сити Тандер (2010—2012) Хьюстон Рокетс (2013—2020) Бруклин Нетс (2021) Филадельфия-76 (2022—2023) Лос-Анджелес Клипперс (2024—2025)          | 173             | 15+            | 3895             | —         | [ 50 ] [ 51 ] |
| 24     | Джон Хавличек*       |      | ЛФ/ АЗ | 1940 — 2019 | Бостон Селтикс (1963—1969, 1972—1977) | 172             | 13             | 3776             | 1984      | [ 52 ] [ 53 ] |
| 25     | Рэй Аллен*           |      | АЗ     | 1975        | Милуоки Бакс (1999—2001) Сиэтл Суперсоникс (2005) Бостон Селтикс (2008—2012) Майами Хит (2013—2014)                                                   | 171             | 11             | 2749             | 2018      | [ 54 ] [ 55 ] |

## Комментарии
1. ↑  Игроки НБА включаются в Зал славы баскетбола не ранее, чем через 5 полных лет после окончания карьеры[2], а с 2016 года этот период был сокращён до четырёх лет[3].
2. ↑  Это список НБА и в него не входят сезоны, проведённые игроками в других лигах, таких как АБА и прочих.
3. ↑  Плей-офф, пропущенные по какой-либо причине (например, из-за травмы и т.д.) или проведённые в других лигах или чемпионатах, не учитываются. Для действующих игроков указано количество полных плей-офф.
4. ↑  Сменил имя 1 мая 1971 года после первой победы в НБА и принятия ислама, имя при рождении Фердинанд Льюис Алсиндор-младший или просто Льюис Алсиндор. Его новое имя, Карим Абдул-Джаббар, означает: «щедрый, слуга всесильного» (Аллаха)[12].